# Кобионе (Варезе)
Кобионе је насеље у Италији у округу Варезе, региону Ломбардија.
Према процени из 2011. у насељу је живело 94 становника. Насеље се налази на надморској висини од 215 м.